# Thomas H. Hughes
Thomas Hurst Hughes (* 10. Januar 1769 in Cold Spring, Cape May County, Province of New Jersey; † 10. November 1839 ebenda) war ein US-amerikanischer Politiker. Zwischen 1829 und 1833 vertrat er den Bundesstaat New Jersey im US-Repräsentantenhaus.

## Werdegang
Thomas Hughes besuchte die öffentlichen Schulen seiner Heimat und arbeitete danach im Handel. Im Jahr 1800 zog er nach Cape May City. Ab 1816 war er auch in der Hotelbranche tätig. Er erbaute ein Hotel namens „Congress Hall“, das er viele Jahre lang in den Sommermonaten betrieb. Zwischen 1801 und 1804 war Hughes als Sheriff Polizeichef im Cape May County. Zwischen 1805 und 1813 war er mehrfach Abgeordneter in der New Jersey General Assembly; von 1819 bis 1824 gehörte er dem State Council an, dem Vorläufer des Staatssenats. In den 1820er Jahren schloss er sich der Bewegung gegen den späteren Präsidenten Andrew Jackson an und wurde Ende des Jahrzehnts Mitglied der National Republican Party.
Bei den Kongresswahlen des Jahres 1828 wurde Hughes für den vierten Sitz von New Jersey in das US-Repräsentantenhaus in Washington, D.C. gewählt, wo er am 4. März 1829 die Nachfolge von Ebenezer Tucker antrat. Nach einer Wiederwahl konnte er bis zum 3. März 1833 zwei Legislaturperioden im Kongress absolvieren. Nach dem Amtsantritt von Präsident Jackson wurde innerhalb und außerhalb des Kongresses heftig über dessen Politik diskutiert. Dabei ging es um die umstrittene Durchsetzung des Indian Removal Act, den Konflikt mit dem Staat South Carolina, der in der Nullifikationskrise gipfelte, und die Bankenpolitik des Präsidenten.
Im Jahr 1832 verzichtete Hughes auf eine weitere Kandidatur. Nach dem Ende seiner Zeit im US-Repräsentantenhaus betätigte er sich wieder in der Hotelbranche. Er starb am 10. November 1839 in Cold Spring, wo er auch beigesetzt wurde.